# Oswaldo Goidanich
Oswaldo Goidanich (Porto Alegre, 29 de outubro de 1917 — 1995) foi um jornalista e promotor da cultura e do turismo brasileiro.
Filho de Quintino Goidanich e Maria Jovelina Defanti, começou sua vida profissional em 1935 como auxiliar de escritório do Touring Club, e no ano seguinte já era gerente da seção do Rio Grande do Sul, onde atuaria até se aposentar em 1979. Em 1959 assumiu paralelamente a direção do Serviço Estadual de Turismo, desenvolvendo um intenso programa de fomento do turismo no estado, que incluiu uma participação ativa na criação do Parque Zoológico em Sapucaia do Sul e na organização de um vasto ciclo de eventos incluindo cerimônias cívicas e diplomáticas, simpósios acadêmicos, concertos, exposições, concursos, competições esportivas, publicações, festividades e fundação de monumentos, comemorando o sesquicentenário da imigração alemã no estado em 1974, o centenário da imigração italiana em 1975 e o centenário da imigração polonesa em 1975, integrados no Biênio da Colonização e Imigração, do qual foi o coordenador-geral e delegado da comissão para o estabelecimento de contatos com a Alemanha, Itália, Áustria e Portugal.
Em 1981 começou seu trabalho na Empresa Brasileira de Turismo, servindo como diretor-adjunto de planejamento e consultor técnico da Presidência. Neste período foi responsável pela realização de um levantamento histórico sobre Porto Alegre a fim de subsidiar a criação de um Centro de Eventos, e defendeu a reativação da então abandonada Usina do Gasômetro e sua transformação em centro cultural.
Como jornalista trabalhou na redação da Revista do Touring e nos jornais O Estado do Rio Grande, A Nação, Diário de Notícias e Correio do Povo. No Correio foi chefe de reportagem, secretário de redação e gerente de promoções culturais, e junto com Paulo Fontoura Gastal criou o suplemento cultural Caderno de Sábado, do qual foi o principal editor, que por quase vinte anos anos foi uma referência cultural no estado e um veículo importante para a divulgação de eventos e publicação de resenhas e crítica de arte, música, literatura e cultura em geral, contando com a colaboração de destacados intelectuais.
Também desenvolveu destacada atuação como agente cultural nos cargos de diretor de Atividades Culturais da Assembléia Legislativa, conselheiro da Secretaria da Cultura, coordenador da Comissão Especial de Estudos de Levantamento e Preservação do Patrimônio Histórico, Artístico e Cultural do Rio Grande do Sul, diretor da Associação Riograndense dos Festivais de Coros, membro da Comissão de construção do Auditório Araújo Viana, e presidente da Fundação Orquestra Sinfônica de Porto Alegre, onde permaneceu de 19 de fevereiro de 1975 a 8 de janeiro de 1981. Elaborou a minuta dos Estatutos da Fundação Theatro São Pedro e foi membro da diretoria da Associação Riograndense de Artes Plásticas Francisco Lisboa. Foi um dos fundadores do Clube de Cinema de Porto Alegre.

## Distinções
Para Antônio Hohlfeldt, "Oswaldo Goidanich desenvolveu atividades pioneiras no turismo e participou de algumas iniciativas da vanguarda no jornalismo cultural do Rio Grande do Sul, através do Correio do Povo". Segundo Valles, Castro & Soares, "Oswaldo Goidanich foi, durante o período de 1935 a 1985, um dos principais responsáveis pela construção da vida cultural de Porto Alegre e do Rio Grande do Sul". Olga Reverbel homenageou-o com um soneto, e recebeu diversas comendas e distinções públicas pelas suas relevantes contribuições em várias áreas, entre elas:
- 1954 — Medalha Monumento Nacional ao Imigrante
- 1972 — Medalha do Sesquicentenário da Independência do Brasil
- 1972 — Admissão na Academia Brasileira de Turismo
- 1975 – Medalha de Ouro do Biênio da Colonização e Imigração
- 1975 — Placa do Touring Club pelos 44 anos de serviços prestados
- 1976 — Título de cavaleiro da Ordem do Mérito da República Italiana
- 1979 — Voto de Agradecimento e Louvor do Conselho Estadual de Trânsito do Rio Grande do Sul pelos serviços prestados à coletividade no Touring Club
- 1981 — Medalha Negrinho do Pastoreio pelo trabalho no Biênio da Colonização e Imigração
- 1992 — Título de Patrono do Turismo Rio-Grandense
- 1993 — Medalha da Federação de Coros do estado pelo pioneirismo e dedicação ao canto coral gaúcho
- 1999 — Atribuição do seu nome a uma rua de Porto Alegre[9]